# Gammelgarns socken
Gammelgarns socken ingick i Gotlands norra härad, ingår sedan 1971 i Gotlands kommun och motsvarar från 2016 Gammelgarns distrikt.
Socknens areal är 38,27 kvadratkilometer, varav 38,20 land. År 2020 fanns här 200 invånare. Sockenkyrkan Gammelgarns kyrka ligger i socknen. 

## Administrativ historik
Gammelgarns socken har medeltida ursprung. Socknen tillhörde Kräklinge ting som i sin tur ingick i Kräklinge setting i Medeltredingen.
Vid kommunreformen 1862 övergick socknens ansvar för de kyrkliga frågorna till Gammelgarns församling och för de borgerliga frågorna bildades Gammelgarns landskommun. Landskommunen inkorporerades 1952 i Romaklosters landskommun och ingår sedan 1971 i Gotlands kommun. Församlingen uppgick 2007 i Östergarns församling.
1 januari 2016 inrättades distriktet Gammelgarn, med samma omfattning som församlingen hade 1999/2000.  
Socknen har tillhört samma fögderier och domsagor som Gotlands norra härad. De indelta båtsmännen tillhörde Gotlands första båtsmanskompani.

## Geografi
Gammelgarns socken ligger på östra Gotland vid basen av den halvö där Östergarns socken utgör den yttre delen. Socknen är en odlings- och skogsbygd delvis med kalksten i dagen.
I Gammelgarn ligger ett par bergsformationer, dels Klinteklinten och Herrgårdsklint samt delar av den för gotländska förhållanden mäktiga Torsburgen - den stora fornborgen som finns omnämnd i Gutasagan. De äldsta delarna lär vara från 400-talet, men den har senare byggts på.

### Gårdsnamn
Annexen, Davide, Fride, Gannarve, Gartarve, Glose, Haugstajns, Hugrajvs, Klinte, Klints, Kyrkljuves, Mattsarve, Rommunds, Skogby, Svartdal, Trosings, Änge, Ängmans.

### Ortnamn
Sysne.

## Fornlämningar
Sliprännor. i fast häll och i block finns i socknen. Från bronsåldern finns fler gravrösen och stensättningar, från järnåldern finns tolv gravfält, stensträngar och två fornborgar. En runristning är känd.

## Namnet
Namnet (1300-talet Gamblagarn) kommer från Garn som avsåg det område som utgörs av denna socken och Östergarns socken. Ordet garn, 'tarm' är här använt i överförd betydelse om smala uddar, vikar eller öar, som då kan avsett en landtunga mellan Storemyr och en forntida vik i norr eller till en annan vik i myren.

## Befolkningsutveckling
| Befolkningsutvecklingen i Gammelgarns socken 1750–2020 | Befolkningsutvecklingen i Gammelgarns socken 1750–2020 | Befolkningsutvecklingen i Gammelgarns socken 1750–2020 | Befolkningsutvecklingen i Gammelgarns socken 1750–2020 | Befolkningsutvecklingen i Gammelgarns socken 1750–2020 |
| --- | ------------------------------------------------------ | ------------------------------------------------------ | ------------------------------------------------------ | ------------------------------------------------------ |
| |                                                        |                                                        |                                                        |                                                        |
| År |                                                        |                                                        | Folkmängd                                              |                                                        |
| 1750 | 1750                                                   |                                                        | 176                                                    |                                                        |
| 1760 | 1760                                                   |                                                        | 206                                                    |                                                        |
| 1769 | 1769                                                   |                                                        | 213                                                    |                                                        |
| 1780 | 1780                                                   |                                                        | 208                                                    |                                                        |
| 1790 | 1790                                                   |                                                        | 191                                                    |                                                        |
| 1810 | 1810                                                   |                                                        | 266                                                    |                                                        |
| 1820 | 1820                                                   |                                                        | 290                                                    |                                                        |
| 1830 | 1830                                                   |                                                        | 328                                                    |                                                        |
| 1840 | 1840                                                   |                                                        | 341                                                    |                                                        |
| 1850 | 1850                                                   |                                                        | 433                                                    |                                                        |
| 1860 | 1860                                                   |                                                        | 477                                                    |                                                        |
| 1870 | 1870                                                   |                                                        | 470                                                    |                                                        |
| 1880 | 1880                                                   |                                                        | 479                                                    |                                                        |
| 1890 | 1890                                                   |                                                        | 471                                                    |                                                        |
| 1900 | 1900                                                   |                                                        | 442                                                    |                                                        |
| 1910 | 1910                                                   |                                                        | 414                                                    |                                                        |
| 1920 | 1920                                                   |                                                        | 423                                                    |                                                        |
| 1930 | 1930                                                   |                                                        | 438                                                    |                                                        |
| 1940 | 1940                                                   |                                                        | 412                                                    |                                                        |
| 1950 | 1950                                                   |                                                        | 360                                                    |                                                        |
| 1960 | 1960                                                   |                                                        | 306                                                    |                                                        |
| 1970 | 1970                                                   |                                                        | 220                                                    |                                                        |
| 1980 | 1980                                                   |                                                        | 221                                                    |                                                        |
| 1990 | 1990                                                   |                                                        | 216                                                    |                                                        |
| 2000 | 2000                                                   |                                                        | 192                                                    |                                                        |
| 2010 | 2010                                                   |                                                        | 197                                                    |                                                        |
| 2020 | 2020                                                   |                                                        | 200                                                    |                                                        |
| Anm: Källor: Umeå universitet - Tabellverket 1749-1859, Demografiska databasen, CEDAR, Umeå universitet, Befolkningsutvecklingen i Gotlands socknar 2000 - 2010, Folkmängden per distrikt, landskap, landsdel eller riket efter kön. År 2015 - 2022. |                                                        |                                                        |                                                        |                                                        |

### Fotnoter
1. 1 2  Svensk Uppslagsbok andra upplagan 1947–1955: Gammelgarn socken
2. ↑  ”Folkmängden per distrikt, landskap, landsdel eller riket efter kön. År 2015 - 2022”. Statistikdatabasen. Statistiska centralbyrån. http://www.statistikdatabasen.scb.se/pxweb/sv/ssd/START__BE__BE0101__BE0101A/FolkmangdDistrikt/. Läst 23 april 2023.
3. ↑  Harlén, Hans; Harlén Eivy (2003). Sverige från A till Ö: geografisk-historisk uppslagsbok. Stockholm: Kommentus. Libris 9337075. ISBN 91-7345-139-8
4. ↑  ”Församlingar”. Statistiska centralbyrån. https://www.scb.se/hitta-statistik/regional-statistik-och-kartor/regionala-indelningar/forsamlingar/. Läst 30 december 2022.
5. ↑  Administrativ historik för Gammelgarn socken (Klicka på församlingsposten). Källa: Nationella arkivdatabasen, Riksarkivet.
6. ↑  Om Gotlands båtsmanskompani
7. 1 2  Sjögren, Otto (1931). Sverige geografisk beskrivning del 2 Östergötlands, Jönköpings, Kronobergs, Kalmar och Gotlands län. Stockholm: Wahlström & Widstrand. Libris 9939
8. 1 2 3  Nationalencyklopedin
9. ↑  Förteckning över slipskåror
10. ↑  Fornlämningar, Statens historiska museum: Gammelgarns socken
11. ↑  Fornminnesregistret, Riksantikvarieämbetet: Gammelgarns socken Fornminnen i socknen erhålls på kartan genom att skriva in sockennamn (utan "socken") i "Ange geografiskt område"
12. ↑  Mats Wahlberg, red (2003). Svenskt ortnamnslexikon. Uppsala: Institutet för språk och folkminnen. Libris 8998039. ISBN 91-7229-020-X. https://isof.diva-portal.org/smash/get/diva2:1175717/FULLTEXT02.pdf